# Robert Roetschi
Robert Roetschi (* 1. Januar 1889 in Solothurn; † 27. April 1964) war ein Schweizer Schriftsteller.

## Leben
Roetschi promovierte um 1914 an der Universität Bern mit einer psychologischen Arbeit über den ästhetischen Wert des Komischen und das Wesen des Humors. Er war Professor am Gymnasium der Kantonsschule Solothurn und Privatdozent für Philosophie an der Universität Bern. Bis 1957 gehörte er der Bibliothekskommission an, einem Gremium, das für die Verwaltung der Zentralbibliothek Solothurn zuständig war und von den Bibliotheksträgern Kanton und Stadt Solothurn bestellt wurde.
Roetschi verfasste sowohl philosophische Schriften als auch Gedichte. Seine Gedichtband «Der Schleier der Mutter» (1953) wurde 1957 von Richard Flury zu einer «Kantate für eine hohe Stimme, gemischten Chor und Orchester» verarbeitet und 1966 erstmals aufgeführt. Zum 100. Geburtstag von Richard Flury erschien 1996 eine CD mit einer Aufnahme der Uraufführung.
Der Musikpädagoge, Chor- und Orchesterleiter und Komponist Alban Roetschi (1922–2015) war ein Sohn von Robert Roetschi. Albans Sohn Adalbert Roetschi (* 1953) ist Pianist, Klavierdozent und Dirigent.

## Schriften
Philosophisch-psychologisch-pädagogische Schriften
- Der ästhetische Wert des Komischen und das Wesen des Humors: Eine psychologische Skizze (= Neue Berner Abhandlungen zur Philosophie und ihrer Geschichte. H. 4). Francke, Bern 1915 (Inhaltsverzeichnis).
- Spittelers Prometheus-Dichtung: Vorlesung, gehalten am 14. Januar 1925 in der Töpfergesellschaft Solothurn zu Spittelers Gedächtnis (in Reihe Mitteilungen der Töpfergesellschaft Solothurn). Buchdruckerei Vogt-Schild, Solothurn 1925.
- Die Reform des Anschauungsunterrichts. Erziehungsdepartement, Solothurn 1932.
- Humanität und Idealismus: Aufriss einer philosophischen Rechtfertigung der religiösen Weltanschauung. Haupt, Bern 1943.

Lyrik
- Vom Glanz des Alls: Lyrische Gedichte. Francke, Bern 1944.
- Am Wellenblühn der Aare. Francke, Bern 1945.
- Der Schleier der Mutter. Lyrischer Zyklus (in sapphischen Strophen). Lüthy, Solothurn 1953.